# Ernes
Ne doit pas être confondu avec Ernée.
Ernes est une commune française située dans le département du Calvados en région Normandie, peuplée de 323 habitants (les Ernais).

## Géographie
Ernes est une commune située au bord du Laizon, sur la bordure est de la plaine de Caen, à 7 km à l'ouest de Saint-Pierre-sur-Dives, 15 km de Falaise, 34 km de Caen, et 40 km d'Argentan. Le Laizon y serpente dans une vallée peu profonde à travers le plateau calcaire. La vallée est le domaine de l'élevage et le plateau celui des cultures céréalières et fourragères.

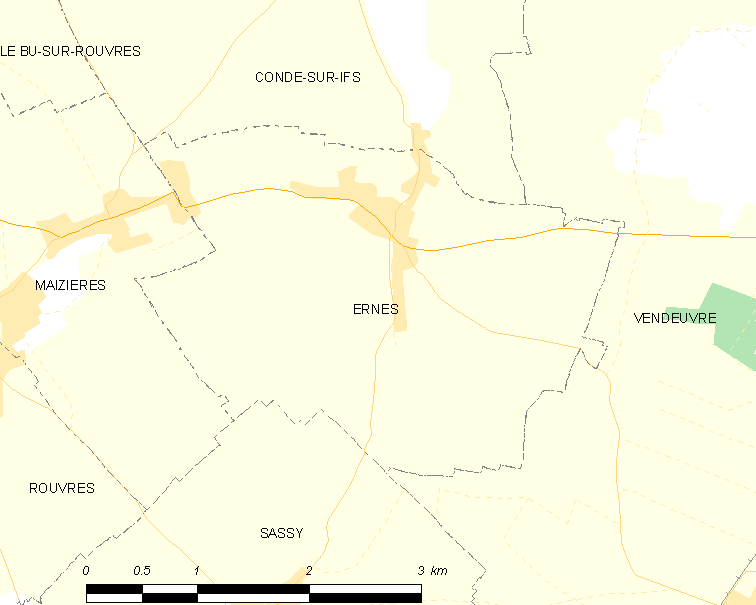
Carte de la commune.

| Condé-sur-Ifs, Maizières | Condé-sur-Ifs | Vendeuvre (comm. ass. d'Escures-sur-Favières) |
| Maizières                | Ernes         | Vendeuvre (comm. ass. de Grisy)               |
| Maizières                | Sassy         | Vendeuvre                                     |

### Hydrographie
La commune est située dans le bassin Seine-Normandie. Elle est drainée par le Laizon et divers autres petits cours d'eau,.
Le Laizon, d'une longueur de 39 km, prend sa source dans la commune de Villers-Canivet et se jette  dans la Dives à Saint-Ouen-du-Mesnil-Oger, après avoir traversé 16 communes. 

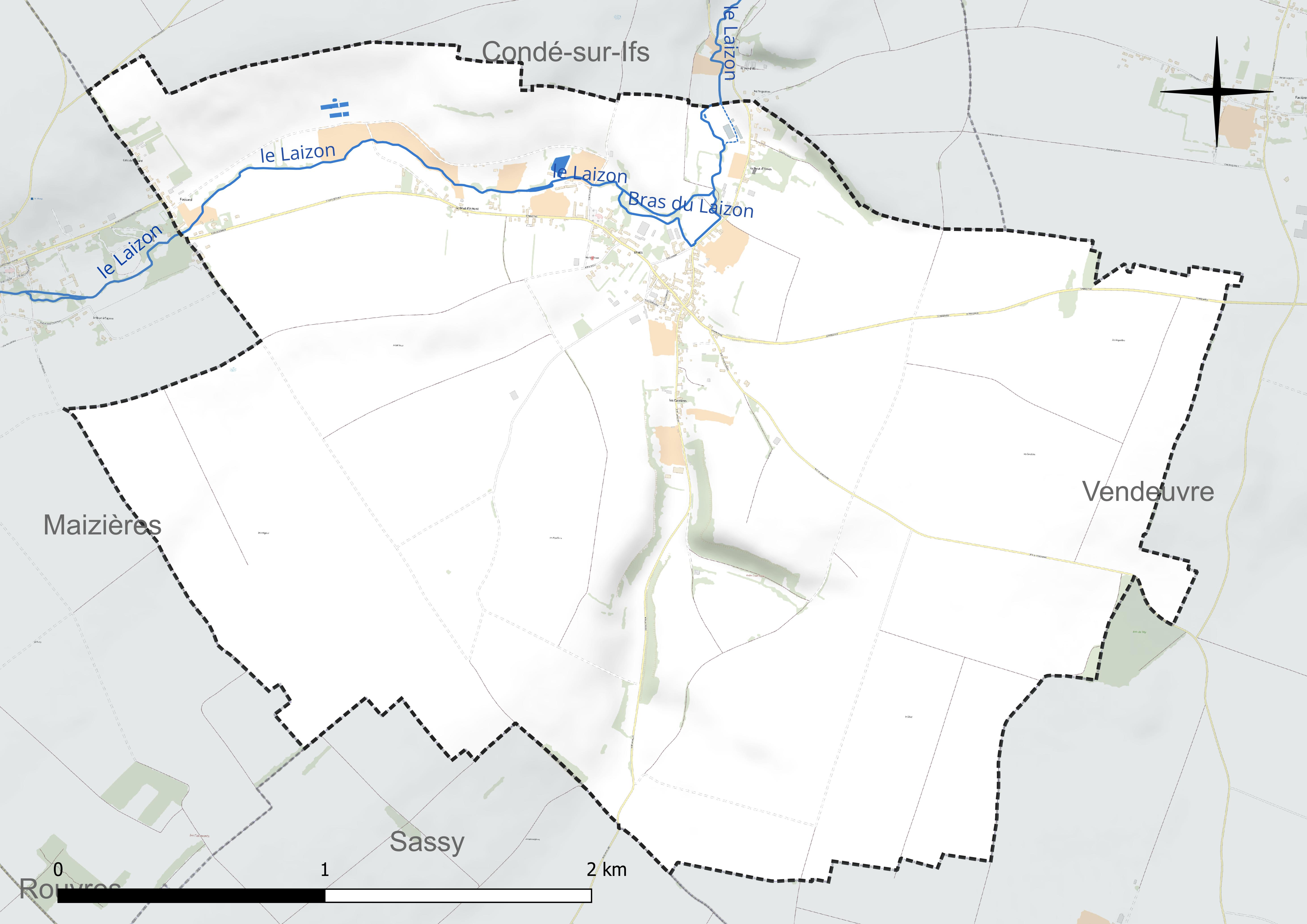
Réseau hydrographique d'Ernes.

### Climat
Pour des articles plus généraux, voir Climat de la Normandie et Climat du Calvados.
En 2010, le climat de la commune est de type climat océanique altéré, selon une étude du CNRS s'appuyant sur une série de données couvrant la période 1971-2000. En 2020, Météo-France publie une typologie des climats de la France métropolitaine dans laquelle la commune est exposée à un climat océanique et est dans la région climatique Normandie (Cotentin, Orne), caractérisée par une pluviométrie relativement élevée (850 mm/a) et un été frais (15,5 °C) et venté. Parallèlement le GIEC normand, un groupe régional d'experts sur le climat, différencie quant à lui, dans une étude de 2020, trois grands types de climats pour la région Normandie, nuancés à une échelle plus fine par les facteurs géographiques locaux. La commune est, selon ce zonage, exposée à un « climat des plateaux abrités », correspondant à la plaine agricole de Caen à Falaise, sous le vent des collines de Normandie et proche de la mer, se caractérisant par une pluviométrie et des contraintes thermiques modérées.
Pour la période 1971-2000, la température annuelle moyenne est de 10,7 °C, avec  une amplitude thermique annuelle de 12,8 °C. Le cumul annuel moyen de précipitations est de 727 mm, avec 12 jours de précipitations en janvier et 8 jours en juillet. Pour la période 1991-2020, la température moyenne annuelle observée sur la station météorologique la plus proche, située sur la commune de Mézidon Vallée d'Auge à 7 km à vol d'oiseau, est de 11,2 °C et le cumul annuel moyen de précipitations est de 782,5 mm,. Pour l'avenir, les paramètres climatiques de la commune estimés pour 2050 selon différents scénarios d'émission de gaz à effet de serre sont consultables sur un site dédié publié par Météo-France en novembre 2022.

## Urbanisme

### Typologie
Au 1er janvier 2024, Ernes est catégorisée commune rurale à habitat dispersé, selon la nouvelle grille communale de densité à 7 niveaux définie par l'Insee en 2022.
Elle est située hors unité urbaine. Par ailleurs la commune fait partie de l'aire d'attraction de Caen, dont elle est une commune de la couronne,. Cette aire, qui regroupe 296 communes, est catégorisée dans les aires de 200 000 à moins de 700 000 habitants,.

### Occupation des sols
L'occupation des sols de la commune, telle qu'elle ressort de la base de données européenne d'occupation biophysique des sols Corine Land Cover (CLC), est marquée par l'importance des territoires agricoles (94,1 % en 2018), une proportion identique à celle de 1990 (94,1 %). La répartition détaillée en 2018 est la suivante : 
terres arables (94,1 %), zones urbanisées (5,9 %). L'évolution de l'occupation des sols de la commune et de ses infrastructures peut être observée sur les différentes représentations cartographiques du territoire : la carte de Cassini (XVIIIe siècle), la carte d'état-major (1820-1866) et les cartes ou photos aériennes de l'IGN pour la période actuelle (1950 à aujourd'hui).

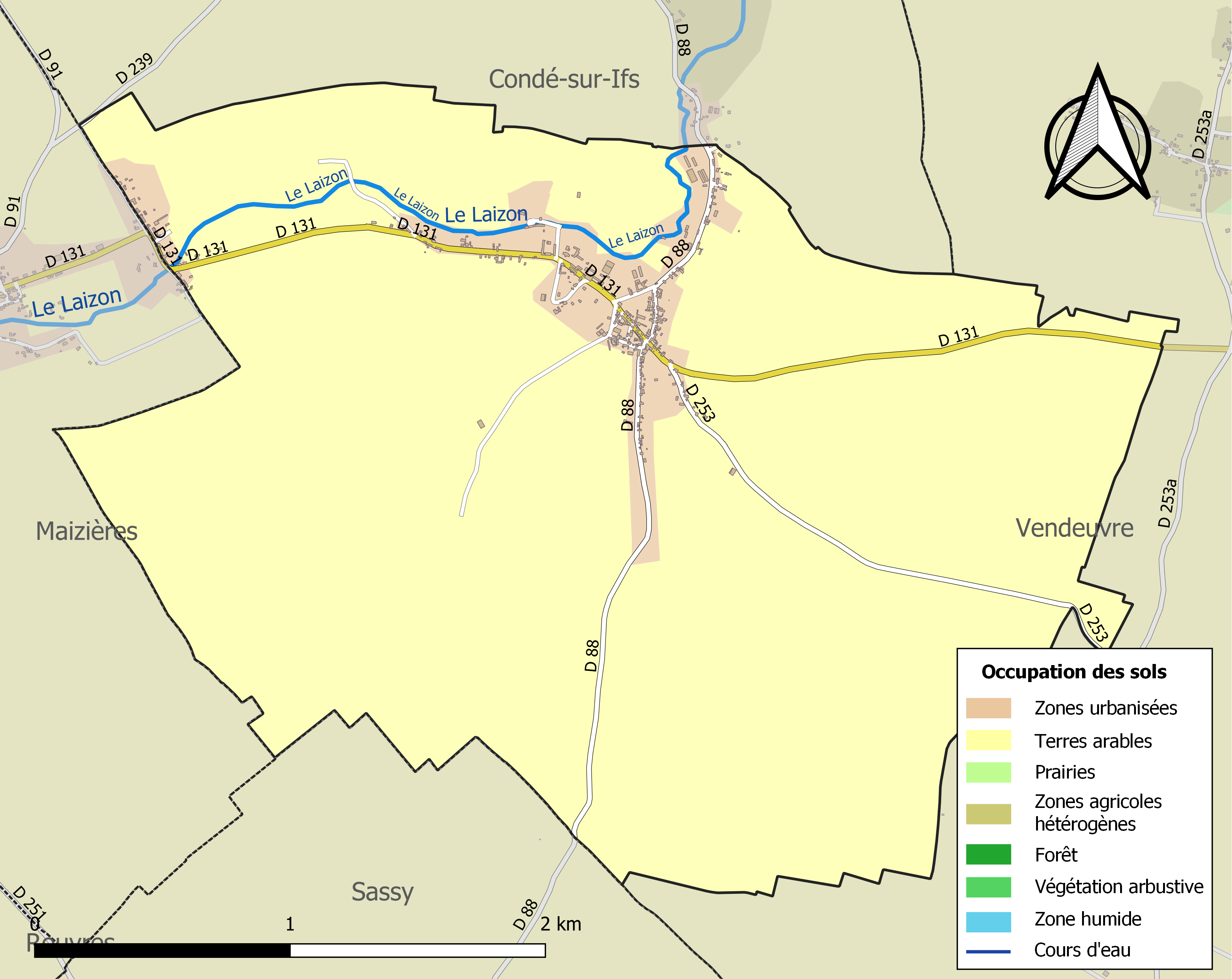
Carte des infrastructures et de l'occupation des sols de la commune en 2018 (CLC).

## Toponymie

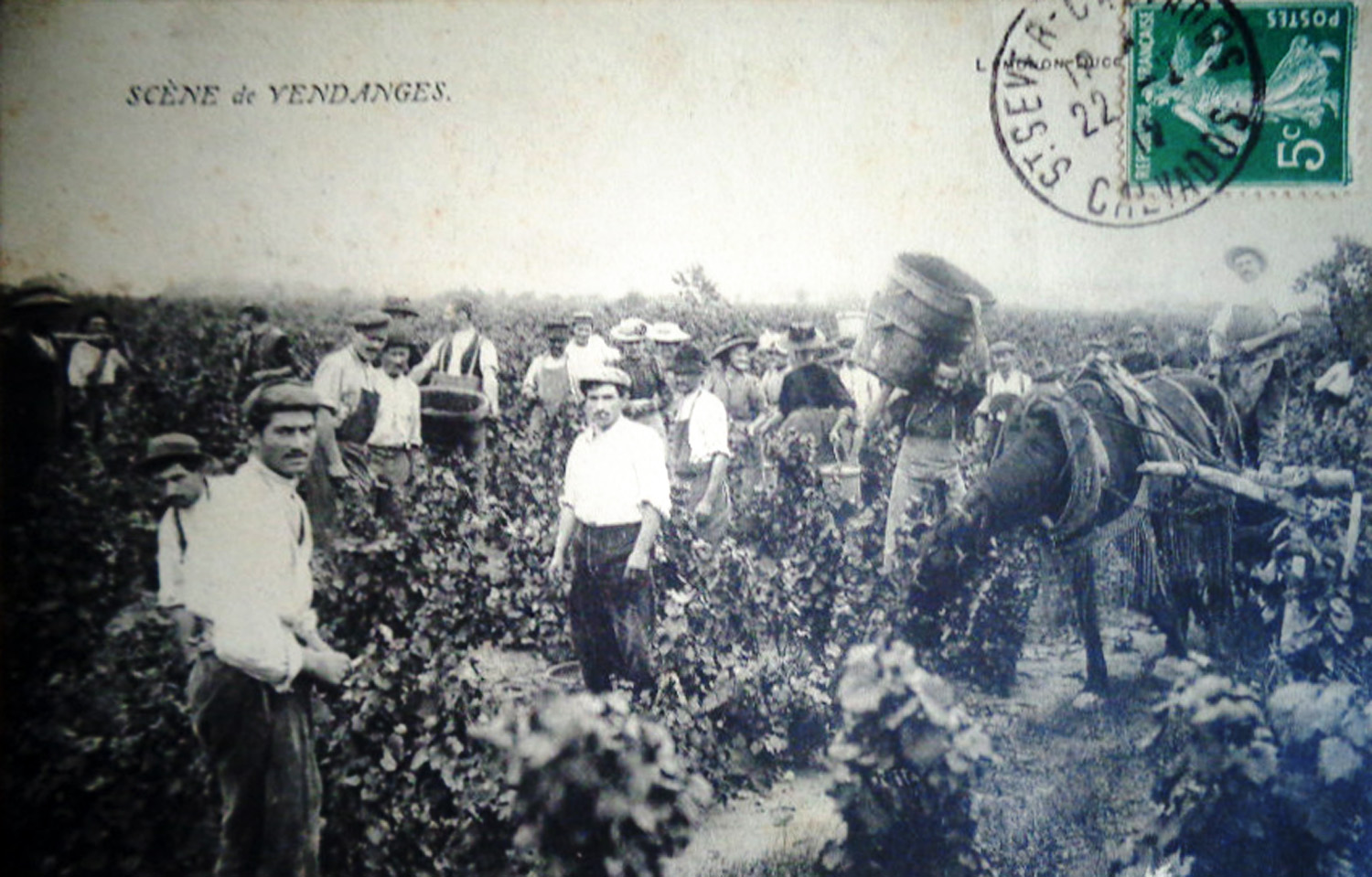
Vendanges en Calvados.

Le nom de la localité est attesté sous les formes Ecclesia Sancti Paterni de Esneis en 1158, Esne en 1225, Hernes 1270, Esnes en 1275, Sanctus Petrus de Ethnes au XIIIe siècle,.

## Politique et administration
| Période                                  | Période  | Identité       | Étiquette | Qualité            |
| ---------------------------------------- | -------- | -------------- | --------- | ------------------ |
| 1989                                     | mai 2020 | Yves Lucas     | SE        | Horticulteur       |
| mai 2020                                 | En cours | Xavier Lamandé | SE        | Assistant familial |
| Les données manquantes sont à compléter. |          |                |           |                    |

Le conseil municipal est composé de onze membres dont le maire et deux adjoints.

## Démographie
L'évolution du nombre d'habitants est connue à travers les recensements de la population effectués dans la commune depuis 1793. Pour les communes de moins de 10 000 habitants, une enquête de recensement portant sur toute la population est réalisée tous les cinq ans, les populations de référence des années intermédiaires étant quant à elles estimées par interpolation ou extrapolation. Pour la commune, le premier recensement exhaustif entrant dans le cadre du nouveau dispositif a été réalisé en 2008.
En 2022, la commune comptait 323 habitants, en évolution de −1,52 % par rapport à 2016 (Calvados : +1,58 %, France hors Mayotte : +2,11 %).
Ernes a compté jusqu'à 560 habitants en 1831.
| 1793 | 1800 | 1806 | 1821 | 1831 | 1836 | 1841 | 1846 | 1851 |
| ---- | ---- | ---- | ---- | ---- | ---- | ---- | ---- | ---- |
| 551  | 460  | 556  | 542  | 560  | 514  | 546  | 533  | 514  |

| 1856 | 1861 | 1866 | 1872 | 1876 | 1881 | 1886 | 1891 | 1896 |
| ---- | ---- | ---- | ---- | ---- | ---- | ---- | ---- | ---- |
| 485  | 502  | 447  | 428  | 424  | 420  | 427  | 425  | 420  |

| 1901 | 1906 | 1911 | 1921 | 1926 | 1931 | 1936 | 1946 | 1954 |
| ---- | ---- | ---- | ---- | ---- | ---- | ---- | ---- | ---- |
| 373  | 382  | 370  | 342  | 348  | 360  | 365  | 386  | 429  |

| 1962 | 1968 | 1975 | 1982 | 1990 | 1999 | 2006 | 2008 | 2013 |
| ---- | ---- | ---- | ---- | ---- | ---- | ---- | ---- | ---- |
| 394  | 395  | 322  | 311  | 266  | 285  | 295  | 298  | 325  |

| 2018 | 2022 | - | - | - | - | - | - | - |
| ---- | ---- | - | - | - | - | - | - | - |
| 316  | 323  | - | - | - | - | - | - | - |

## Culture locale et patrimoine

### Lieux et monuments
- Nécropole d'Ernes-Condé.
- L'église Saint-Paterne dont le clocher du XIIIe siècle est classé au titre des Monuments historiques[28]. Le reste de l'église a été reconstruit après les destructions de 1944.

### Personnalités liées à la commune
- Louis Berrier, résistant fusillé par les Allemands le 2 août 1941 pour des actes d'espionnage (correspondance avec l'Angleterre à l'aide d'un pigeon voyageur)[29].